# Euxoa huebneridia
Euxoa huebneridia là một loài bướm đêm trong họ Noctuidae.